# Fédération française de danse
Pour les articles homonymes, voir FFD.
 (mars 2018).
Si vous disposez d'ouvrages ou d'articles de référence ou si vous connaissez des sites web de qualité traitant du thème abordé ici, merci de compléter l'article en donnant les références utiles à sa vérifiabilité et en les liant à la section « Notes et références ».
La Fédération Française de Danse (FFDanse) est une association loi de 1901 créée en 1969.
Fédération référente de la danse en France, elle accompagne, développe et soutient la danse sous toutes ses formes sur l’ensemble du territoire français.
Délégataire du ministère chargé des Sports et soutenue par le ministère de la Culture, membre du Comité National Olympique et Sportif Français (CNOSF), du Comité Paralympique et Sportif Français (CPSF) et du Conseil International de la Danse de l’UNESCO, la FFDanse connaît aujourd’hui une forte mise en lumière en devenant fédération olympique grâce au breaking – breakdance – devenu discipline additionnelle aux Jeux Olympiques de Paris 2024.
La Fédération Française de Danse propose à ses licenciés une multitude de pratiques de la danse :
- Les danses classique (ballet), jazz et contemporaine,
- Le hip-hop et les danses urbaines, qui comprennent le breaking,
- Les danses de couple : danses de salon (tango, valse, bal musette, …), danses latines et standards, rock’n’roll et danses swing, salsa, bachata, kizomba, danse historique, …
- La country and line dance,
- Les danses du monde : flamenco, danse africaine, danse orientale, danse indienne et bollywood, danse polynésienne, …
- La pole dance et les danses aériennes.

Ayant une mission de service public, elle est chargée de promouvoir l’éducation par les activités physiques artistiques et sportives, le développement et l’organisation de la pratique de la danse. Elle a également pour mission de rassembler, de fédérer, de représenter, et d'accompagner les associations, les organisations à but lucratif et les pratiquant·es de toutes les danses, d'assurer la formation et le perfectionnement de ses cadres bénévoles, et d'organiser les compétitions et concours sur l'ensemble du territoire afin de délivrer les titres officiels de « champion·ne de France », de région, et de département.

## Définition de la danse
On peut définir la danse en ces termes : 
Organisation intentionnelle des mouvements du corps dans le temps et dans l'espace, réclamant une utilisation optimale de l'énergie et possédant une valeur propre et esthétique dans un but d'expression, d'évocation et/ou de communication.
Selon la définition du Larousse, la danse est "l'art de s'exprimer en interprétant des compositions chorégraphiques. C'est une suite rythmée et harmonieuse de pas." 
Il existe une multitude de pratiques de la danse, que la FFDanse regroupe en plusieurs catégories : 
- les danses artistiques ou scéniques (classique, contemporaine, jazz, hip-hop, claquettes, danse orientale, danse indienne, danse africaine, capoeira, flamenco, sévillane, baroque…).
- les sports de danse, dont les danses latines (samba, rumba, cha-cha-cha…), les danses standards (valse, fox trot…), le rock et ses disciplines associées (rock acrobatique, boogie woogie, lindy hop, west coast swing, danse 4 temps), les  la country & line, les danses historiques, le breaking, la pole dance, les danses SBK.
- Les danses de loisir : les danses de société (swing, rétro, en ligne, twist, madison) et toutes les danses ci-dessus pratiquées en activité sociale.

## Historique
La Fédération Française de Danse (FFDanse) est une union d'associations né en 1969 à la demande du Ministère de la Jeunesse et des sports et sur l'impulsion du Centre International de la Danse. Son ambition est de permettre au plus grand nombre la pratique de la danse. L'agrément du ministère de la Jeunesse et des Sports, obtenu un an après sa création, lui délègue la mission de service public d'organiser la pratique de la danse sur le territoire français. À l'origine, la FFDanse regroupe des structures de danses classique, jazz et moderne (ou contemporaine).
En 1972, la FFDanse participe aux premiers travaux sur la réglementation de l'enseignement de la danse avec le ministère de la Jeunesse et des Sports ainsi qu'avec le ministère de la Culture, et met en place un diplôme fédéral. L'intervention des deux ministères est emblématique de la dualité d'approche de la FFD, entre art et sport. La loi du 10 juillet 1989 relative à l'enseignement de la danse a rendu obligatoire l'obtention d'un diplôme d'état pour l'enseignement de la danse contemporaine, jazz ou classique, mais n'impose pas de diplôme particulier pour l'enseignement des autres disciplines.
La FFD évolue dès 1986 vers une ouverture sur toutes les danses, avec l'adoption de la devise « la danse, toutes les danses », et reçoit en 1989 la délégation de pouvoir du ministère des Sports pour les danses de compétition. La fédération élargit alors les danses qu'elle représente avec la formation de comités régionaux et nationaux en danses de compétition (danses sportives, rock, etc.). Récemment, la FFD a intégré le Hip-hop, la Pole dance et la Salsa.
En 1995, la FFD adhère au Comité national olympique et sportif français (CNOSF). Débutent ensuite les premiers championnats de France de rock et danses sportives. Quatre ans plus tard, un couple est sacré champion du monde en rock acrobatique (catégorie Youth). En 2003, la FFDanse constitue le « Groupe France » et sélectionne dix danseurs pour des compétitions internationales.
En 2013, l'attribution du caractère de « sport de haut niveau pour les danses par couples » consacre l'orientation sportive prise par la FFDanse. La FFDanse a aujourd'hui la délégation de pouvoir pour les danses artistiques, danses par couples et autres danses et compte 33 titres internationaux à son actif.
La nouvelle présidence, arrivée en 2018, s'est donné pour mission de faire évoluer la façon de travailler entre les membres élus de la FFDanse, ses salariés et le directeur technique national et s'est fixé comme objectif de passer de 80.000 à 100.000 licenciés en développant notamment la pratique de la danse comme un loisir. Elle a travaillé avec succès à l'intégration de la breakdance aux jeux Olympiques de Paris 2024,.
La FFDanse a soutenu la compétition de danse same-sex des Gay games 2018. Elle l’a aidé dans l’organisation, et y a envoyé son corps arbitral pour juger les compétiteurs.

## Missions
Les fédérations agréées aux termes de l'article L.131-8 du Code du sport participent à la mise en œuvre d'une mission de service public relative au développement des activités physiques et sportives. La FFDanse est ainsi chargée de promouvoir l'éducation par la pratique de la danse ; de regrouper, fédérer, représenter, accompagner les associations, les organisations à but lucratif et pratiquants de toutes les danses ; d'assurer la formation des cadres bénévoles ; et de délivrer les licences.
Aux termes de l'article L.131-14 du Code du Sport, une seule fédération agréée reçoit la délégation du ministère chargé des Sports pour gérer une discipline sportive. Les missions liées à la délégation consistent à réglementer les disciplines de sports de danse, en offrant un encadrement technique pour la protection des pratiquants ; à organiser les compétitions sur l'ensemble du territoire et délivrer les titres officiels de « champion de France », de région, et de département ; et à sélectionner les équipes de France pour participer aux compétitions internationales.
Depuis la reconnaissance du caractère de « haut niveau » des danses par couple en février 2013, la FFDanse a également pour mission de proposer l'inscription des sportifs, entraineurs et juges sur la liste ministérielle officielle.
La FFDanse est présente sur les grands événements sportifs internationaux tels que les Jeux Mondiaux, les World Artistic Games, les championnats d'Europe et du Monde de rock (WRRC), de danses sportives (WDSF) et de country (UCWDC), pour lesquels elle constitue des Équipes de France. La FFDanse organise par ailleurs plus de 100 compétitions sur le territoire chaque année, 40 manifestations (stages, festivals, rencontres…) et plusieurs compétitions internationales.

## Présidents
- 1969 : Pierre Wissmer
- 1974 : Philippe Canet
- 1978 : Jacqueline Robinson
- 1982 : Roger Ritz
- 1986 : Philippe Canet
- 1989 : Edmond Linval
- 1991 : Claude Chatel
- 1994 : Michel Deleuze
- 1997 : Alain Lecigne
- 2001 : Alain Lecigne
- 2005 : Noune Marty
- 2009 : Noune Marty
- 2013 : Noune Marty
- 2017 : Charles Ferreira
- 2021 : Charles Ferreira
- 2024 : Charles Ferreira

## Gouvernance
La gouvernance de la FFDanse est composée d'un comité directeur (33 membres), de commissions nationales (disciplinaire, lutte antidopage, juridique, formation, médicale, juges, et surveillance), de commissions spécialisées par discipline de danse, et d'une direction technique nationale (DTN) dont la mission est de coordonner la vie sportive fédérale.
La FFDanse dispose également d'une organisation territoriale avec 50 comités départementaux et 13 comités régionaux qui permet de favoriser les liens avec les 1 500 structures qui lui sont affiliées.
La FFDanse organise chaque année plus de 100 compétitions sur le territoire national, 40 manifestations (stages, festivals, rencontres…) et plusieurs compétitions internationales.
La FFDanse est membre du Comité National Olympique et Sportif Français (CNOSF), et la World Dance Sport Federation (WDSF), de la World Rock ‘n ‘roll Confederation (WRRC), de la World Country & Line Dance Federation (WCLDSF) et du Conseil International de la Danse (CID Unesco).